# 非洲争取民主和独立团结
非洲争取民主和独立团结（法語：Solidarité Africaine pour la Démocratie et l'Indépendance，缩写为Sadi）是马里的一个共产主义政党。该党成立于1996年。该党曾反对马里总统阿尔法·奥马尔·科纳雷的统治。该党曾派代表参加国际共产主义研讨会。